# Ordinariato militare nei Paesi Bassi
L'ordinariato militare nei Paesi Bassi è un ordinariato militare della Chiesa cattolica per i Paesi Bassi. La sede è vacante.

## Territorio
Sede dell'ordinariato è la città di Almelo.

## Storia
Il vicariato castrense dei Paesi Bassi è stato eretto il 16 aprile 1957 con il decreto Militantis Iesu Christi della Congregazione Concistoriale.
Il 21 aprile 1986 il vicariato castrense è stato elevato a ordinariato militare con la bolla Spirituali militum curae di papa Giovanni Paolo II.

## Cronotassi dei vescovi
Si omettono i periodi di sede vacante non superiori ai 2 anni o non storicamente accertati.
- Bernard Jan Alfrink † (16 aprile 1957 - 6 dicembre 1975 ritirato)
- Johannes Gerardus Maria Willebrands † (6 dicembre 1975 - 22 novembre 1982 dimesso)
- Ronald Philippe Bär, O.S.B. † (22 novembre 1982 - 13 marzo 1993 dimesso)
  - Sede vacante (dal 1993)
  - Joseph Marianus Punt (1º aprile 1995 - 1º giugno 2020 dimesso) (amministratore apostolico)
  - Everardus Johannes de Jong, dal 1º giugno 2020 (amministratore apostolico)

## Statistiche
| anno | presbiteri | presbiteri | presbiteri | diaconi | religiosi | religiosi | parrocchie |
| anno | totale     | secolari   | regolari   | diaconi | uomini    | donne     | parrocchie |
| ---- | ---------- | ---------- | ---------- | ------- | --------- | --------- | ---------- |
| 1999 | 7          | 4          | 3          | 9       | 3         |           |            |
| 2000 | 6          | 5          | 1          |         | 1         |           |            |
| 2001 | 6          | 5          | 1          | 7       | 1         |           |            |
| 2002 | 6          | 6          |            | 9       |           |           |            |
| 2003 | 6          | 6          |            | 11      |           |           |            |
| 2013 |            |            |            | 5       |           |           |            |
| 2016 | 3          | 3          |            | 7       |           |           |            |
| 2019 | 2          | 2          |            | 8       |           |           |            |
| 2021 | 2          | 2          |            | 7       |           |           |            |
| 2023 | 2          | 2          |            | 6       |           |           |            |